# WBS LOPP (sterowiec)
WBS LOPP – pierwszy sterowiec zaprojektowany w latach 30. XX wieku w Polsce równolegle ze stratostatem Gwiazda Polski. Projekt ten nie został nigdy zrealizowany.

## Historia
Dziesięć lat po kasacji sterowca Lech w 1928 roku w Polsce wciąż istniała grupa entuzjastów tego rodzaju statków powietrznych, która w końcu zdołała przekonać Zarząd Główny Ligi Obrony Powietrznej i Przeciwgazowej o konieczności opracowania konstrukcji nowego polskiego sterowca ciśnieniowego. Prace nad opracowaniem założeń projektowych oraz projektu wstępnego powierzono Wytwórni Balonów i Spadochronów w Legionowie (WBS-owi). Nowa latająca maszyna miała otrzymać prostą nazwę LOPP; głównym projektantem został mjr pilot inż. Stanisław Mazurek, aerostat zaś konstruował inż. Paczosa. Sterowiec miał mieć możliwość dotarcia do każdej miejscowości w kraju; LOPP planowało wykorzystywać go do swoich lotów propagandowych, szkolenia pilotów oraz badań nad możliwościami zastosowania komunikacji sterowcowej w Polsce. Garażowanie statku nie było postrzegane jako problematyczne – istniały wówczas w Polsce trzy duże hale, które nadawałyby się do tego celu: jedna sterowcowa w Poznaniu (Ławica II) oraz jedna w Toruniu i jedna w Legionowie. Jednak wypadek podczas przygotowań do startu ukończonego wcześniej stratostatu Gwiazda Polski spowodował wstrzymanie prac nad projektem LOPP-a.

## Dane techniczne
- Długość: 60 m
- Maksymalna średnica: 12 m
- Pojemność: 4000 m³
- Prędkość maksymalna: 100 km/h
- Liczba gondol: 1 (typu wojskowego)
- Silniki: 2 spalinowe po 110 kW (2 × 150 KM), śmigła pchające
- Liczba członków załogi: 6–8
- Maksymalny zasięg: 600 km

## Aerostat
Aerostat miał zostać zbudowany wedle ówczesnych zasad konstrukcji sterowców ciśnieniowych – planowano uszyć go z tkaniny potrójnej przesyconej gumą. Miał mieć formę bryły obrotowej o kształcie parabolicznym. Jako gaz nośny planowano zastosować wodór. Dla zachowania kształtu powłoki przy zmiennym ciśnieniu atmosferycznym przewidziano montaż balonetu zasilanego powietrzem z zewnątrz za pomocą dmuchawy.

## Gondola
Gondola sterowca miała być typu wojskowego; jej szkielet planowano wykonać w formie kratownicy z rur stalowych, pokrycie zaś – ze sklejki i płótna. Wewnątrz zaplanowano pomieszczenia nawigacyjne dla 6 (maksymalnie 8) członków załogi. Za gondolą przewidziano zamontowanie dmuchawy tłoczącej przez pionową rurę powietrze do balonetu umieszczonego wewnątrz kadłuba sterowca. Silniki wraz ze śmigłami miały zostać zamocowane do boków gondoli.